# Amegilla langi
Amegilla langi es una especie de abeja excavadora perteneciente al género Amegilla, categorizada en la tribu Anthophorini, de la subfamilia Apinae. Fue descrita científicamente por el naturalista inglés Theodore Dru Alison Cockerell en 1935.
Se hospeda en diversidad de géneros y especies de plantas de la familia Acanthaceae, entre ellas, las de Petalidium.

## Distribución
Se distribuye por varios países del continente africano, entre ellos, Zimbabue, Sudáfrica, Namibia y Botsuana.